# Anaea pyrrhothea
Anaea pyrrhothea är en fjärilsart som beskrevs av Felder 1866. Anaea pyrrhothea ingår i släktet Anaea och familjen praktfjärilar. Inga underarter finns listade i Catalogue of Life.